# Slag bij Falkirk
De Slag bij Falkirk (Gaelisch: Blàr na h-Eaglaise Brice) was een veldslag tussen het koninkrijk Engeland en de Schotse opstandelingen onder leiding van William Wallace die plaatsvond op 22 juli 1298 bij Falkirk tijdens de Eerste Schotse Onafhankelijkheidsoorlog.

## Aanloop
In 1297 was koning Eduard I van Engeland met zijn leger naar het vasteland van Europa afgereisd voor zijn oorlogen met Filips IV van Frankrijk. Zijn militaire aspiraties in Frankrijk liepen niet zoals verwacht, en in januari 1298 sloot hij een tweejarige vrede met de Franse koning zodat hij kon terugkeren naar Engeland om de situatie in Schotland te herstellen. Om zijn invasie in Schotland beter te kunnen leiden verplaatste Eduard I zijn parlement en hofhouding naar York. Het Engelse leger verzamelde zich bij Roxburgh, en aan het einde van juni stak zijn leger de Schotse grens over. Door het vernietigen van de oogsten slaagde William Wallace erin om het Engelse leger honger te laten leiden, en koning Eduard stond op het punt om terug te keren naar Edinburgh toen hij nieuws kreeg over de verblijfplaats van Wallace nabij Falkirk.

## Slag
De Schotse speermannen stelden zich op in vier verschillende schiltrons. In de ruimtes tussen de schiltrons stonden de boogschutters opgesteld met langbogen die niet moesten onderdoen voor die van hun Engelse tegenhangers. De Schotse cavalerie werd in een blok reserve gehouden. Waarschijnlijk stonden die onder de leiding van James Stewart. De Schotten hadden zich opgesteld op een hoge, droge heuvel. Eduard I had zijn leger in vier brigades opgesplitst. De voorhoede werd geleid door de graaf van Lincoln, Henry Lacey, en de tweede brigade door Anthony Bek, de bisschop van Durham. Eduard zelf leidde de derde brigade, terwijl John de Warenne de vierde brigade aanvoerde.
De voorhoede ging direct over tot de aanval, maar hun opmars werd belemmerd door een moerasachtig gebied, waardoor ze een omweg via het westen moesten maken om de soldaten van Wallace aan te vallen. Bek probeerde ondertussen zijn eigen brigade in het gareel te houden, zodat de koning in positie kon komen, maar zijn eigen ridders waren te ongeduldig, waardoor hij toch via de oostelijke flank in de aanval ging. De Schotse boogschutters onder leiding van John Stewart van Bonkyll werden vernietigd, maar de schiltrons konden standhouden. De ridders konden de speerformaties niet doorbreken. Eduard I gaf de ridders het bevel zich terug te trekken. Daarop viel de Schotse cavalerie de Engelse cavalerie aan, maar deze aanval werd afgeslagen. Vervolgens bracht Eduard I zijn boogschutters in positie, en zij waren in staat om de slecht beschutte schiltrons veel schade toe te brengen. Pas nadat de schiltrons voldoende waren uitgedund was de Engelse infanterie in staat de Schotse formaties te doorbreken en uiteen te jagen.

## Nasleep
De nederlaag bij Falkirk was een grote nederlaag voor William Wallace en was een flinke deuk in zijn militaire reputatie. Doordat een groot deel van de aanwezige Schotse adel kon ontkomen, was het geen beslissende overwinning voor de Engelsen. Door het gebrek aan voedsel was Eduard I ook gedwongen terug te trekken naar Carlisle. De Schotten hadden geleerd van hun fouten bij Falkirk en vermeden in de jaren daarop openlijke confrontaties met het Engelse leger. Wel slaagden de Engelsen er in 1305 in om William Wallace gevangen te nemen.

## In moderne media

### Film
De slag bij Falkirk wordt uitgebreid behandeld in Mel Gibsons film Braveheart uit 1995. In de film verliest William Wallace de slag omdat de Schotse adel, onder wie Robert the Bruce, hem verraadde, terwijl het door de Engelse boogschutters was dat Wallace de slag verloor.

### Computerspel
In de openingscampagne van Age of Empires II wordt in het zevende scenariodeel de slag bij Falkirk als thema gebruikt, waarbij het voor de speler de bedoeling is om William Wallace de slag te laten winnen.